# Olivia (Minnesota)
Olivia ist eine Kleinstadt (mit dem Status „City“) und Verwaltungssitz des Renville County im US-amerikanischen Bundesstaat Minnesota. Das U.S. Census Bureau hat bei der Volkszählung 2020 eine Einwohnerzahl von 2.343 ermittelt.

## Geografie
Olivia liegt im mittleren Südwesten Minnesotas auf 44°46′33″ nördlicher Breite und 94°59′31″ westlicher Länge. Die Stadt erstreckt sich über eine Fläche von 6,06 km².
Benachbarte Orte von Olivia sind Blomkest (22,9 km nördlich), Bird Island (8,1 km östlich), Morton (26,3 km südlich) und Danube (8,6 km westlich).
Die nächstgelegenen größeren Städte sind Minneapolis (156 km östlich), Minnesotas Hauptstadt Saint Paul (169 km in der gleichen Richtung), Rochester (264 km ostsüdöstlich), Iowas Hauptstadt Des Moines (471 km südsüdöstlich), Omaha in Nebraska (457 km südlich), Sioux Falls in South Dakota (236 km südwestlich) und Fargo in North Dakota (311 km nordnordwestlich).

## Verkehr
Im Stadtgebiet von Olivia treffen die U.S. Highways 71 und 212 zusammen. Alle weiteren Straßen sind untergeordnete Landstraßen, teils unbefestigte Fahrwege oder innerörtliche Verbindungsstraßen.
In West-Ost-Richtung führt eine Eisenbahnstrecke der Twin Cities and Western Railroad durch das Stadtgebiet von Olivia.
Mit dem Olivia Regional Airport befindet sich im westlichen Stadtgebiet ein kleiner Flugplatz. Der nächste Großflughafen ist der Minneapolis-Saint Paul International Airport (153 km östlich).

## Demografische Daten
Nach der Volkszählung im Jahr 2010 lebten in Olivia 2484 Menschen in 1038 Haushalten. Die Bevölkerungsdichte betrug 409,9 Einwohner pro Quadratkilometer. In den 1038 Haushalten lebten statistisch je 2,28 Personen.
Ethnisch betrachtet setzte sich die Bevölkerung zusammen aus 93,9 Prozent Weißen, 1,0 Prozent Afroamerikanern, 0,4 Prozent amerikanischen Ureinwohnern, 0,2 Prozent Asiaten sowie 3,7 Prozent aus anderen ethnischen Gruppen; 0,8 Prozent stammten von zwei oder mehr Ethnien ab. Unabhängig von der ethnischen Zugehörigkeit waren 8,3 Prozent der Bevölkerung spanischer oder lateinamerikanischer Abstammung.
23,7 Prozent der Bevölkerung waren unter 18 Jahre alt, 56,4 Prozent waren zwischen 18 und 64 und 19,9 Prozent waren 65 Jahre oder älter. 50,8 Prozent der Bevölkerung war weiblich.

Das mittlere jährliche Einkommen eines Haushalts lag bei 38.889 USD. Das Pro-Kopf-Einkommen betrug 21.646 USD. 14,9 Prozent der Einwohner lebten unterhalb der Armutsgrenze.

## Bekannte Bewohner
- Roger Reinert (* 1970) – demokratischer Senator in Minnesota – geboren in Olivia[8]